# Люби, люби, но не теряй головы
«Люби, люби, но не теряй головы» (серб. Ljubi, ljubi, al’ glavu ne gubi, на некоторых постерах есть приписка Lude Godine 3) — югославская кинокомедия 1981 года, третья часть цикла «Безумные годы». Режиссёр Зоран Чалич, сценарий написали Зоран Чалич и Йован Маркович. Фильм был впервые показан в кинотеатрах Югославии 26 февраля 1981 года.

## Сюжет
Продолжая свою любовь, Мария и Боба проводят лето на мероприятии по работе с молодежью, но их родители застряли в своих «безумных годах». Кульминация наступает, когда после непродолжительного флирта с матерью Марии две немки Эльза и Гизи вмешиваются в жизнь Жики, отца Бобы.

## В ролях
- Драгомир Боянич Гидра — Живорад Жика Павлович
- Дара Чаленич — Дара Павлович
- Марко Тодорович — Милан Тодорович
- Елена Жигон — Елена Тодорович
- Весна Чипчич — Эльза
- Таня Бошкович — Гизи
- Миджа Алексич — Дедушка Вукашин
- Владимир Петрович — Боба
- Риалда Кадрич — Мария
- Милан Срдоч — дядя Мига
- Татьяна Белякова — Калоперовичка
- Милан Пузич — Калоперович
- Боро Бегович — Игрок на побережье
- Гойко Ковачевич
- Драган Спасоевич
- Душко Стеванович
- Милица Драгойлович
- Горан Петкович
- Горан Беланчевич
- Сюзана Николич
- Джура Кесер
- Зоран Петрович
- Мария Симич
- Снежана Башич

## Критика
Фильм «Люби, люби, но не теряй головы» получил смешано-положительные отзывы критиков, похвалившие сценарий и актёрскую игру, однако критиковавшие сюжет и затянутость. На сайте IMDb фильм получил в целом высокий рейтинг в 7.1/10. В СССР фильм не пользовался большой популярностью, но на родине третий фильм многим полюбился.

## Продолжение
«Какой дед, такой и внук» — югославская комедия режиссера Зорана Чалича, премьера которой состоялась в начале 1983 года и представляет собой четвертую часть цикла «Безумные годы». Сценарий написали Зоран Чалич и Йован Маркович. Певица Зорица Брунклик была гостьей фильма и исполнила свой хит «A tebe nema».
Хотя сюжет фильма был сдвинут почти на 10 лет, в прокат фильм вышел через два года после предыдущего продолжения серии фильмов.